# Дереш Олександр Васильович

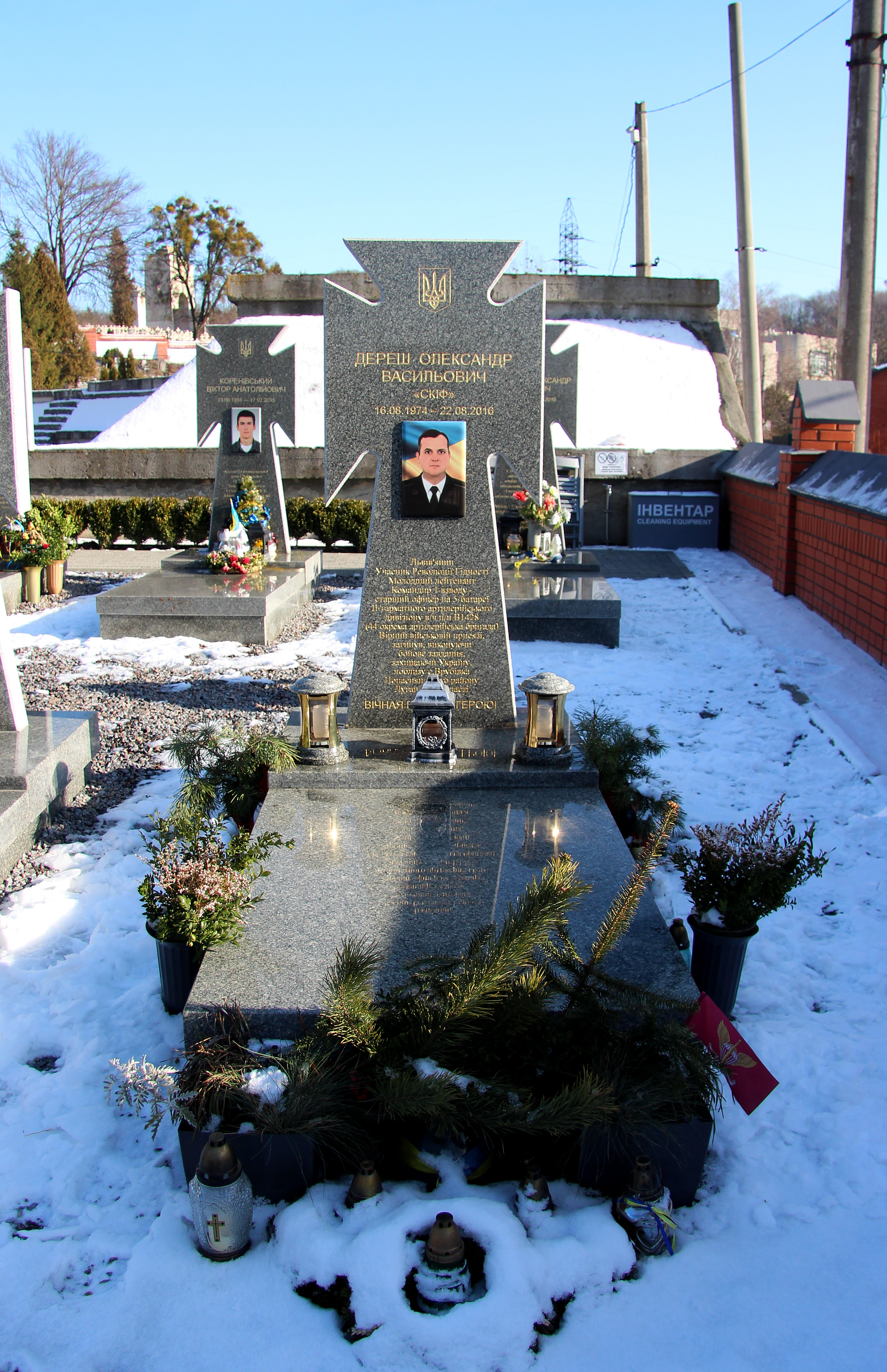

Олекса́ндр Васи́льович Де́реш (нар. 16 серпня 1974 — 22 серпня 2016) — молодший лейтенант Збройних сил України, учасник російсько-української війни, позивний Скіф.

## Життєпис
Народився 1974 року у місті Львові, закінчив львівську СШ № 30. Протягом 1993—1994 років проходив строкову службу у Прикордонних військах. Український державний лісотехнічний університет закінчив 1997 року, здобув спеціальність «інженер-технолог деревообробки», працював менеджером у ЗАТ «Львівтурист». 
Закінчив у 2005 році правничий факультет в Інституті післядипломної освіти ЛНУ імені Івана Франка за спеціальністю «Право», працював за фахом юриста.
Активну участь брав у подіях Революції Гідності. Пішов до війська добровольцем 4 вересня 2014 року. Служив солдатом, згодом сержантом. Після демобілізації підписав контракт на військову службу в 44-й артилерійській бригаді. Звання молодшого лейтенанта отримав 20106 року після закінчення офіцерських курсів в Національній академії сухопутних військ імені гетьмана П.Сагайдачного. Командир взводу — старший офіцер батареї, т.в.о. командира 5-ї гарматної артилерійської батареї 2-го гарматного артилерійського дивізіону.
Загинув 22 серпня 2016 року під час виконання бойового завдання поблизу села Врубівка (Попаснянський район Луганської області).
26 серпня 2016-го похований у Львові, Личаківське кладовище, поле почесних поховань № 76.
Без Олександра лишилася дружина та двоє дітей — донька Марія 2001 р.н. і син Андрій 2006 р.н.

## Нагороди та вшанування
- у серпні 2015 року нагороджений Почесною відзнакою 44-ї бригади.[3]
- Указом Президента України № 189/2018 від 27 червня 2018 року за особисту мужність і високий професіоналізм, виявлені у захисті державного суверенітету та територіальної цілісності України, вірність військовій присязі — нагороджений орденом Богдана Хмельницького III ступеня (посмертно).[4].
- у квітні 2017 року, за ініціативою та за кошти випускників 1991 року, відбулось відкриття меморіальної дошки їх однокласникові Олександру Дерешу на фасаді середньої загальноосвітньої школи № 30 у місті Львові, що на вулиці Мазепи, 31, де він навчався.
- у грудні 2018 року нагороджений орденом «Сталевий Хрест Непереможних» (посмертно), за представленням голови нагородної ради ВГО «Країна».